# Ascogaster praevolans
Ascogaster praevolans är en stekelart som beskrevs av Charles Thomas Brues 1933. Ascogaster praevolans ingår i släktet Ascogaster och familjen bracksteklar. Inga underarter finns listade.